# Glogster
Glogster és una plataforma basada en el núvol per a presentacions i ensenyament interactiu. Permet a l'usuari barrejar tota mena de media en un pòster virtual, i accedir a una biblioteca de continguts educatius creats per estudiants i educadors de tot el món.

## Història
Glogster fou creat el 2009, té bases a Praga i a Boston, i es pot usar en txec, anglès i castellà.
Els pòsters sempre han estat una manera de fer que els alumnes s'interessessin per un tema i sintetitzin informació. Ara hi ha noves eines digitals en què el pòster de cartolina es converteix en el pòster digital interactiu, com per exemple Glogster, una eina web 2.0 per crear pòsters digitals. Es poden barrejar imatges, text, enllaços, múltiples dissenys i gràfics animats, música i vídeo i després compartir-ho.
En veure el potencial educatiu d'aquesta eina, Glogster va crear Glogster EDU, especial per a educadors. La pàgina està en anglès. A Glogster EDU el docent es crea un compte i partir d'ell hi pot afegir fins a 200 estudiants. També hi ha una galeria comuna de pòsters d'altres estudiants del món a la pàgina de Glogster EDU.

## Utilitat
Fonamentalment com a suport de produccions orals, escrites o audiovisuals de l'alumnat:
- Presentació de projectes d'investigació.
- Realització de cartells de divulgació i animació sobre lectures realitzades en qualsevol matèria.
- Anuncis, campanyes publicitàries.
- Guies turístiques.
- Biografies.
- Reportatges.

També el professorat troba en Glogster una eina molt vàlida per presentar els continguts de forma més motivadora o proposar projectes de treball o seqüències didàctiques.
En qualsevol cas, les funcionalitats exposades remeten a una metodologia activa, de treball per projectes, en la qual el desenvolupament de les competències es fa patent: s'aprèn fent.
Després els pòsters que un faci es poden veure en línia i també incrustar en una pàgina, com per exemple en la wiki de la classe, la xarxa wall.fm, el bloc, etc.
Actualment, la plataforma és emprada principalment per educadors i estudiants. Ha crescut fins a abastar una comunitat mundial de més de 19 milions d'usuaris, que han creat més de 25 milions de glogs educatius, d'un total de 45 milions de glogs.